# タイリクコムラサキ
タイリクコムラサキ（学名：Apatura ilia）は、タテハチョウ科に属するチョウの一種。

## 分布
中央および南ヨーロッパの一部、コーカサス地方、ウラル地方南部、カザフスタン北西部、中国および朝鮮半島に分布する。

## 形態
成虫の前翅S2脈付近にある暗色斑は明瞭でオレンジ色の縁取りがある。後翅の白色帯は直線状ではない。コムラサキ A. metis や チョウセンコムラサキ A. irisと似る。雌雄ともに斑紋多型を示し、白色斑の発達の度合いなどに差がある。

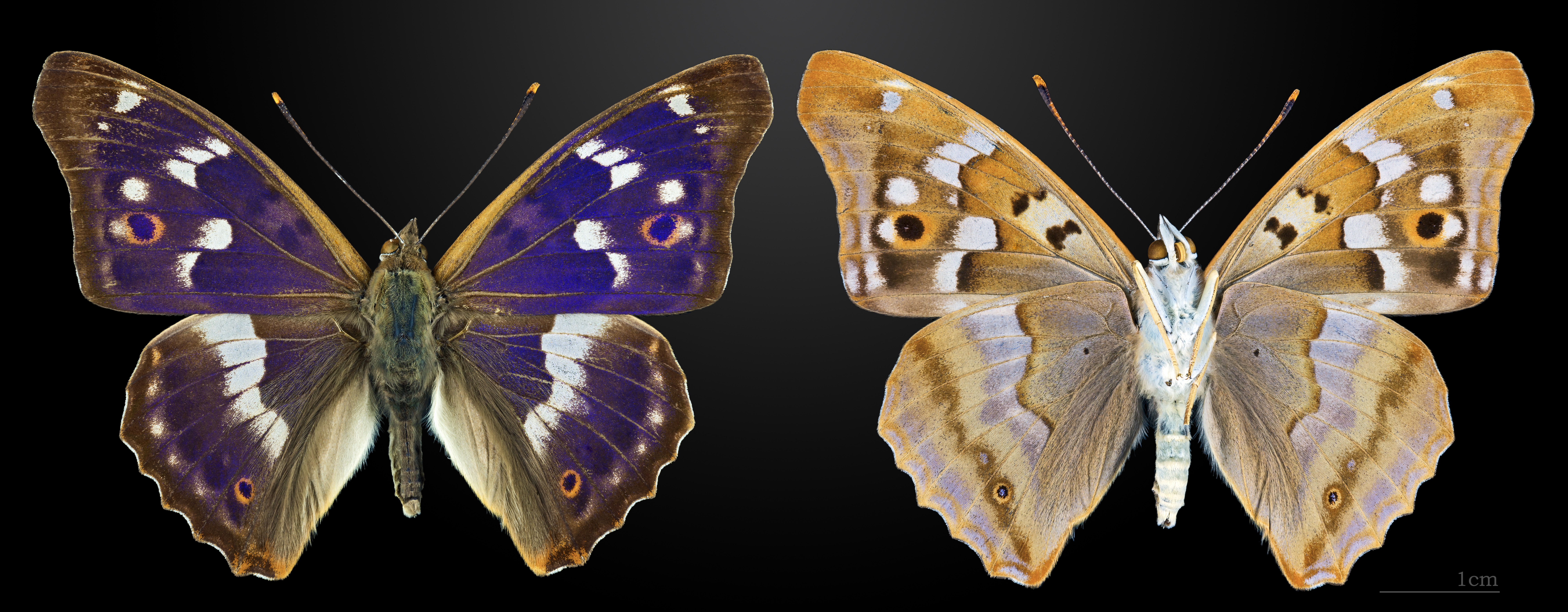
タイリクコムラサキ A. ilia 展翅標本, フランス
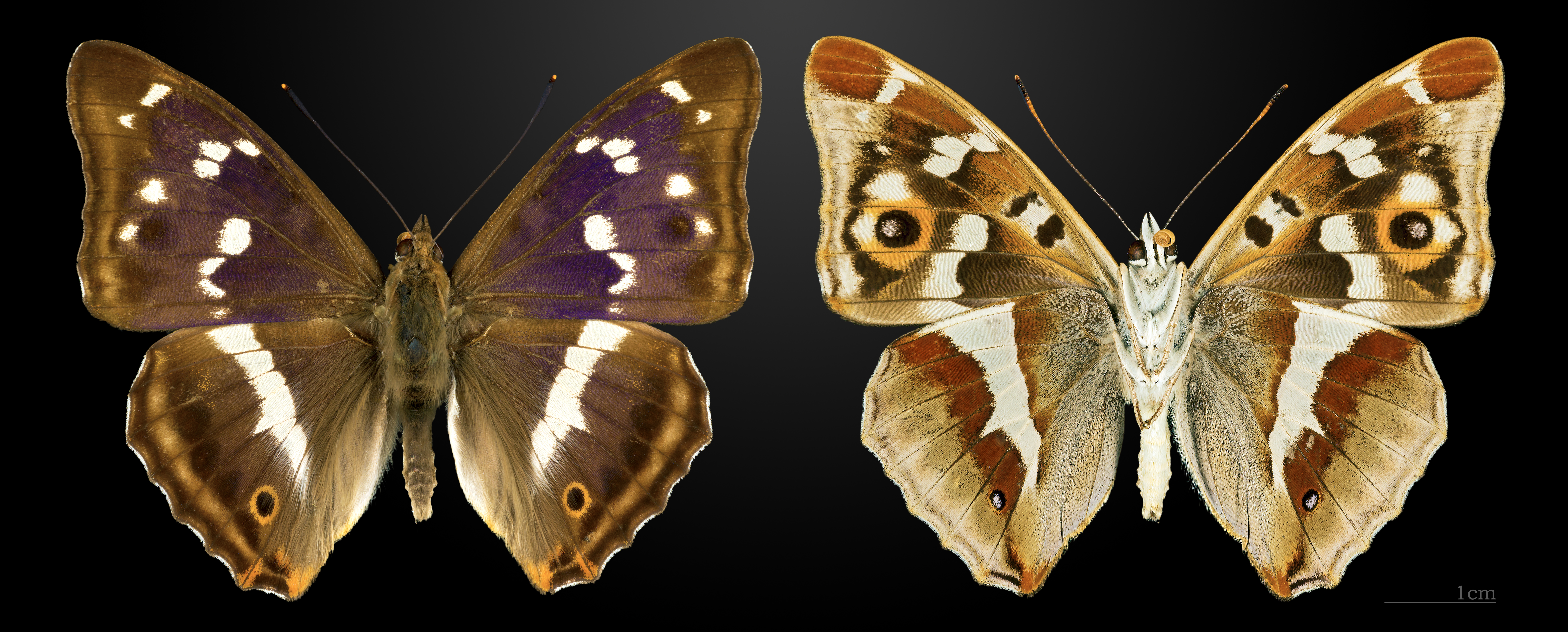
チョウセンコムラサキ A. iris 展翅標本, フランス

## 生態
一化性（英語: Univoltine）または二化性（英語: Bivoltine）を示し、一化性の場合は5月下旬から7月、二化性の場合は6月および8から9月に成虫が発生する。オス成虫は動物の糞や人間の汗によく誘引される。雌雄ともに樹上の葉の上に止まることが多い。
産卵は葉の上に行われる。若齢幼虫で越冬する。幼虫はヤマナラシ属 Pupulus やヤナギ属 Salix を摂食することが知られ、食草として P. tremula、P. alba、P. nigra、S. alba などが記録されている。

## ギャラリー

角度によって色が変わって見える本種の翅
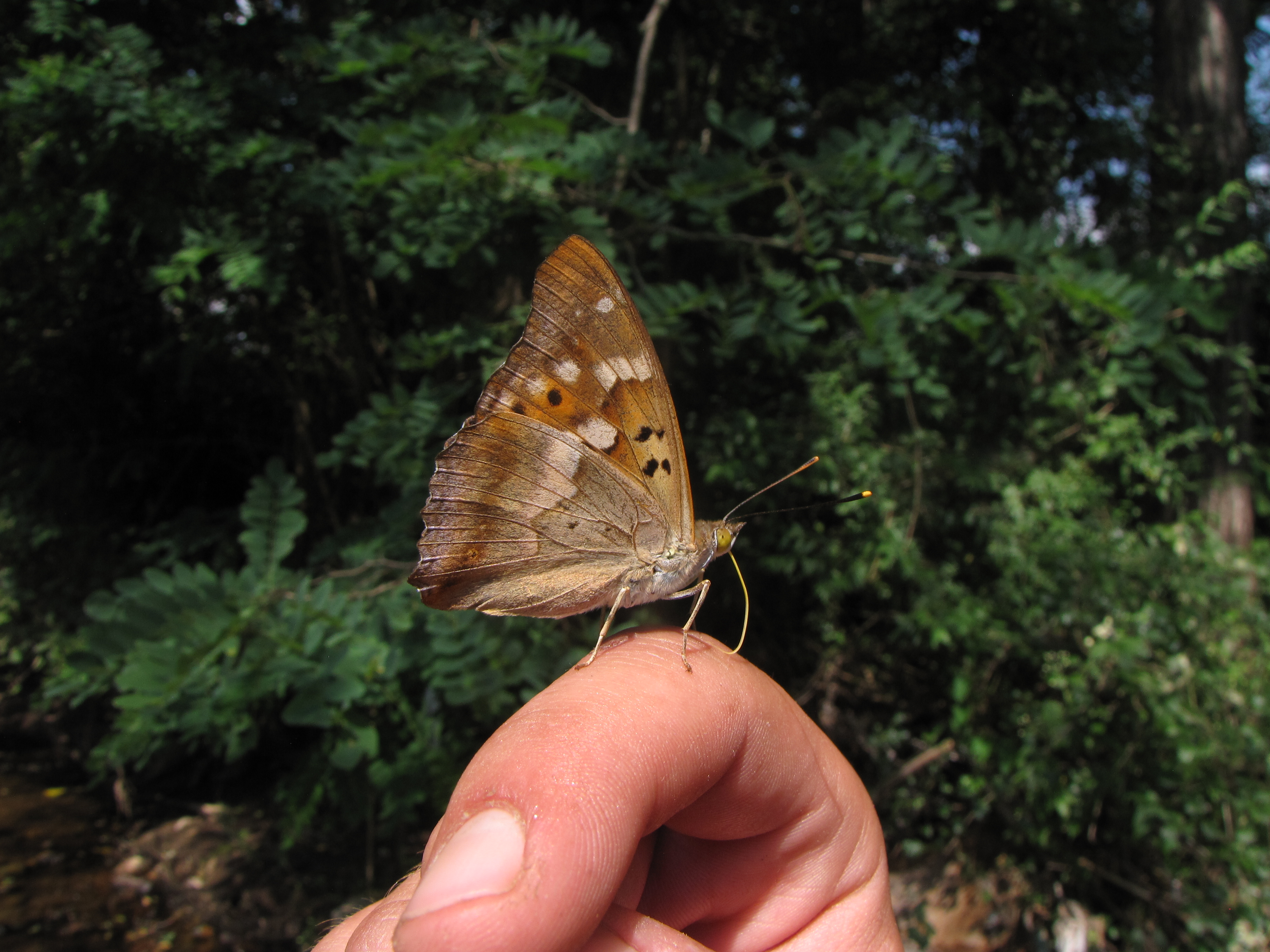
指の汗を吸う本種, セルビア
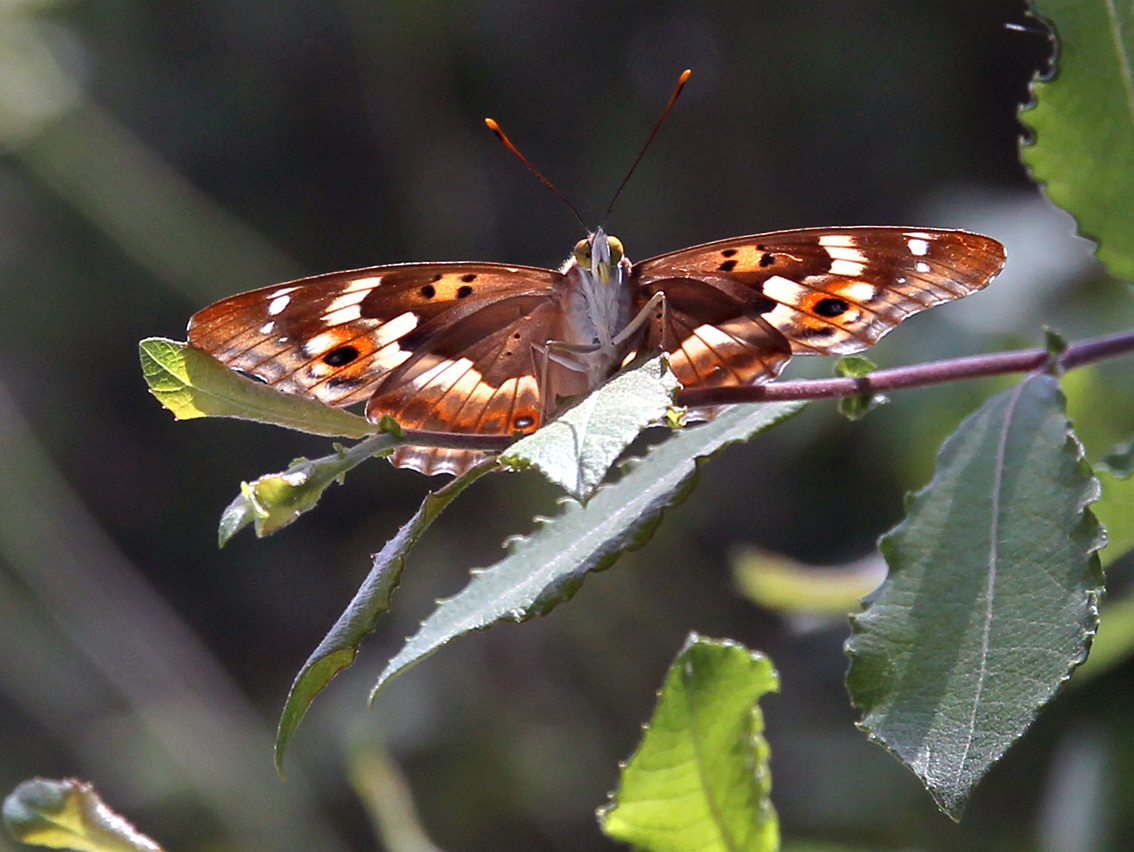
葉の上に止まる本種, フランス
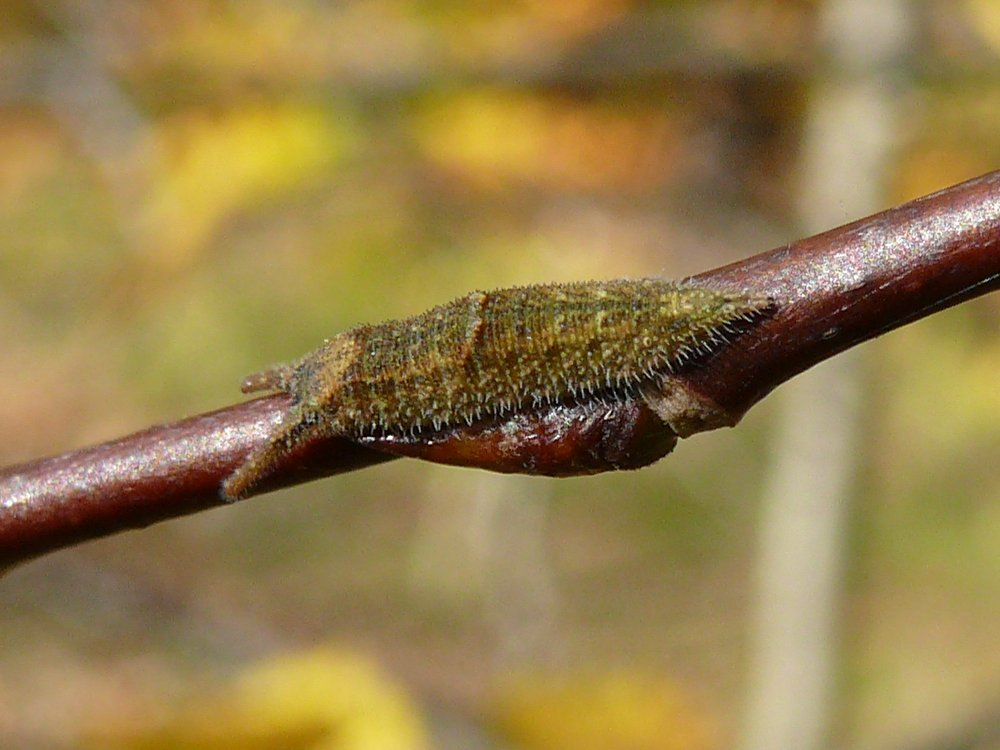
10月に観察された本種の若齢幼虫, ドイツ